# Hiệp hội Nhân chủng học và Địa lý Thụy Điển
Hiệp hội Nhân chủng học và Địa lý Thụy Điển (SSAG; tiếng Thụy Điển: Svenska Sällskapet för Antropologi och Geografi) là một cộng đồng khoa học được thành lập vào tháng 12 năm 1877. Cộng đồng nayg được xây dựng sau khi sắp xếp lại nhiều bộ phận của Hiệp hội Nhân chủng học vốn được thành lập vào năm 1873 bởi Hjalmar Stolpe, Hans Hildebrand, Oscar Montelius và Gustaf Retzius.
Hiệp hội hoạt động như một tổ chức liên kết giữa các nhà khoa học và công chúng, đặc biệt là trong các lĩnh vực nhân học và địa lý. Hiệp hội đã trao học bổng nghiên cứu, tổ chức các chuyến thám hiểm, du ngoạn và các bài thuyết trình, đồng thời trao các giải thưởng bao gồm Huy chương Vega và Huy chương Retzius. Năm 1880, hiệp hội xuất bản ấn phẩm đầu tiên của cuốn niên giám Thụy Điển (Ymer) và xuất bản tạp chí quốc tế Geografiska Annaler từ năm 1919, một ấn phẩm được phân chia thành 2 phần giữa địa lý tự nhiên và địa lý nhân văn.
Vào năm 2018, hiệp hội thành lập Kitisk Etnografi, một tạp chí học thuật về lĩnh vực dân tộc học.

## Các giải thưởng
Hiệp hội đã tạo ra Huân chương Vega vào năm 1881, nhân dịp Adolf Erik Nordenskiöld trở về Stockholm sau chuyến thám hiểm Vega  - với những khám phá của ông ấy về hành lang Đông Bắc. Kể từ đó, Huy chương Vega đã được trao cho mỗi nhà địa lý tự nhiên xuất sắc cho những đóng góp của họ khoảng ba năm một lần. Trong những năm gần đây, hiệp hội đã trao tặng Huân chương Anders Retzius cho các nhà địa lý học và cả nhân chủng học.
Năm 2015, Hiệp hội đã quyết định rằng việc trao tặng một huy chương mang tên Retzius là không phù hợp. Các nghiên cứu về chủng tộc của ông — bao gồm cả một bộ sưu tập hộp sọ của các dân tộc bản địa — bị các nhà nhân chủng học hiện đại phản đối. Sau đó, Huân chương Retzius được đổi tên thành huy chương SSAG và nó được trao cho Didier Fassin vào năm 2016. Các giải thưởng của hiệp hội được trao bởi vua Thụy Điển vào ngày 24 tháng 4, kỷ niệm ngày Nordenskiöld trở lại Stockholm.

## Danh sách người đã nhận huân chương
Những người sau đây là một trong số những người nhận được giải thưởng của hiệp hội: 

### Huân chương Vega
- 1881: Adolf Erik Nordenskiöld
- 1882: Louis Palander
- 1883: Henry Morton Stanley
- 1884: Nikolay Przhevalsky
- 1888: Wilhelm Junker
- 1889: Fridtjof Nansen
- 1890: Emin Pasha
- 1892: Louis Gustave Binger
- 1897: Otto Sverdrup
- 1898: Sven Hedin
- 1899: Georg August Schweinfurth
- 1900: Alfred Gabriel Nathorst
- 1901: Prince Luigi Amedeo
- 1903: Ferdinand von Richthofen
- 1904: Otto Nordenskiöld; Johan G. Andersson
- 1905: Robert Falcon Scott
- 1907: Otto Pettersson
- 1909: Johan Peter Koch
- 1910: Ernest Shackleton
- 1912: John Murray
- 1913: Roald Amundsen
- 1915: Gerard De Geer
- 1919: Knud Johan Victor Rasmussen
- 1920: William Morris Davis
- 1922: Albert I, Prince of Monaco
- 1923: Albrecht Penck
- 1924: Lauge Koch
- 1926: Boris Vilkitsky
- 1930: Harald Sverdrup
- 1931: Émile-Félix Gautier
- 1932: Albert Defant
- 1937: Roy Chapman Andrews
- 1939: Vilhelm Bjerknes; Vagn W. Ekman
- 1941: Bjørn Helland-Hansen;  Hans W. Ahlmann
- 1944: Lennart von Post
- 1946: Emmanuel de Martonne
- 1948: Richard Evelyn Byrd
- 1950: Hans Pettersson
- 1951: Carl Troll
- 1954: Laurence Dudley Stamp
- 1955: Paul-Émile Victor
- 1957: Carl O. Sauer
- 1958: Jacob Bjerknes; Tor Bergeron
- 1959: Mikhail Somov
- 1961: Richard Joel Russell
- 1962: Thor Heyerdahl
- 1963: Louis Leakey
- 1965: Maurice Ewing
- 1970: Filip Hjulström;  Sigurður Þórarinsson
- 1972: Albert P. Crary
- 1975: Willi Dansgaard
- 1981: Valter Schytt
- 1983: Cesare Emiliani
- 1984: Hubert Lamb
- 1986: J. Ross Mackay
- 1987: Gunnar Hoppe
- Åke Sundborg
- 1990: George H. Denton
- 1993: David E. Sugden
- 1994: Gösta Hjalmar Liljequist
- 1997: Albert Lincoln Washburn
- 1999: John Imbrie
- 2002: Lonnie Thompson
- 2005: Françoise Gasse
- 2008: Dorthe Dahl-Jensen
- 2011: Terry Callaghan
- 2014: Compton J. Tucker
- 2015: Lesley Head
- 2017: Yao Tandong
- 2018: Gillian Hart

### Huân chương Retzius
- 1913: Oscar Montelius
- 1920: Arthur Evans
- 1923: Aurel Stein
- 1925: Johan Gunnar Andersson
- 1930: Erland Nordenskiöld
- 1967: Walter Christaller
- 1969: David Hannerberg
- 1973: Torsten Hägerstrand
- 1976: William William-Olsson
- 1978: Wolfgang Hartke
- 1985: Akin Mabogunje
- 1988: Fredrik Barth
- 1989: David Harvey
- Bản mẫu:Htxt Sven Godlund
- 1991: Allan Pred
- 1992: Jack Goody
- 1994: Peter Haggett
- 1995: Veena Das
- 1997: Peter Gould
- 1998: David Maybury-Lewis
- 2000: Erik Bylund
- 2001: Sherry Ortner
- 2003: Doreen Massey
- 2004: Tim Ingold
- 2006: Gunnar Törnqvist
- 2007: John và Jean Comaroff
- 2009: Allen J. Scott
- 2010: Ulf Hannerz
- 2012: Don Mitchell
- 2013: Paul Stoller

### Huy chương vàng
- 2016: Didier Fassin
- 2019: Emily Martin

## Kitisk Etnografi
Kitisk Etnografi (tiếng Thụy Điển: "dân tộc học phê bình"), có phụ đề là Tạp chí Nhân học Thụy Điển, là một tạp chí học thuật được bình duyệt một năm hai lần, với truy cập mở về các chủ đề nhân chủng học và dân tộc học, do Hiệp hội Nhân chủng học và Địa lý phối hợp với DiVA, một kho lưu trữ trực tuyến do Đại học Uppsala duy trì. Số đầu tiên được phát hành vào ngày 15 Tháng 8 năm 2018.